# Stenopelmatus coahuilensis
Stenopelmatus coahuilensis is een rechtvleugelig insect uit de familie Stenopelmatidae. De wetenschappelijke naam van deze soort is voor het eerst geldig gepubliceerd in 1968 door Tinkham.